# Джевяни
Джевяни (пол. Drzewiany) — село в Польщі, у гміні Боболиці Кошалінського повіту Західнопоморського воєводства.
Населення — 697 осіб (2011).

## Демографія
Демографічна структура станом на 31 березня 2011 року:
|          | Загалом | Допрацездатний вік | Працездатний вік | Постпрацездатний вік |
| -------- | ------- | ------------------ | ---------------- | -------------------- |
| Чоловіки | 369     | 85                 | 253              | 31                   |
| Жінки    | 328     | 74                 | 202              | 52                   |
| Разом    | 697     | 159                | 455              | 83                   |